# 埃斯帕龙 (上阿尔卑斯省)
埃斯帕龙（法語：Esparron，法語發音：[ɛspaʁɔ̃]）是法国上阿尔卑斯省的一个市镇，属于加普区。

## 地理
埃斯帕龙（44°27'13"N, 5°54'11"E）面积24.11 平方千米，位于法国普罗旺斯-阿尔卑斯-蓝色海岸大区上阿尔卑斯省，该省份为法国东南部内陆省份，北起萨瓦省，西北接伊泽尔省，西南接德龙省，南至上普罗旺斯阿尔卑斯省，东北部与意大利接壤。
与埃斯帕龙接壤的市镇（或旧市镇、城区）包括：巴西洛内特、奥兹新堡、圣欧邦多兹、勒赛、萨武尔农、锡戈耶、旺塔翁、维特罗勒。

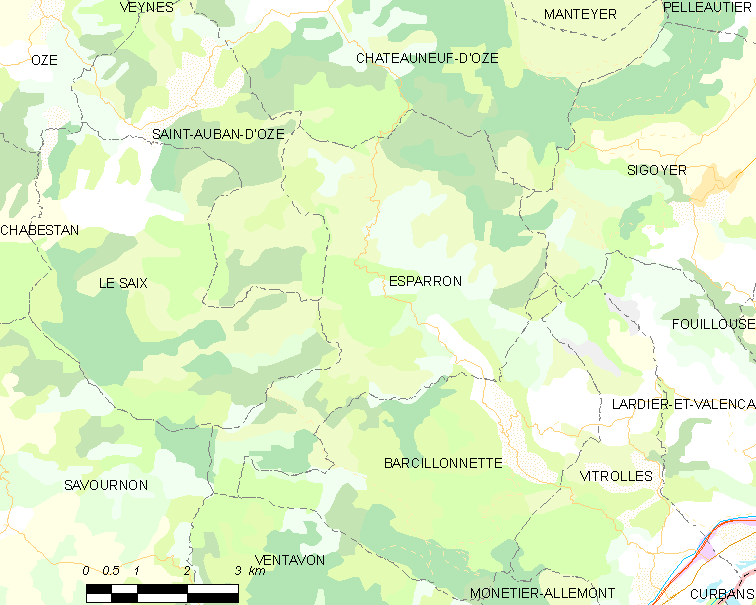
的OSM定位图

埃斯帕龙的时区为UTC+01:00、UTC+02:00（夏令时）。

## 行政
埃斯帕龙的邮政编码为05110，INSEE市镇编码为05049。

## 政治
埃斯帕龙所属的省级选区为塔拉尔县。

## 人口

1962-2008年间人口变化图示

埃斯帕龙于2022年1月1日时的人口数量为56人。